# ماوندز ویو (مینه‌سوتا)
ماوندز ویو، مینه‌سوتا (به انگلیسی: Mounds View, Minnesota) یک شهر در ایالات متحده آمریکا است که در شهرستان رامسی واقع شده‌است.

## خصوصیات
ماوندز ویو ۱۰٫۶۷ کیلومترمربع مساحت و ۱۲٬۱۵۵ نفر جمعیت دارد و ۲۷۸ متر بالاتر از سطح دریا واقع شده‌است.